# Lawrence Colburn
Lawrence Manley Colburn (Coulee Dam, 6 de julio de 1949 – Canton, 13 de diciembre de 2016) fue un soldado del Ejército de los Estados Unidos en la Guerra de Vietnam. Mientras se desempeñaba como artillero de helicópteros intervino para detener la Masacre de My Lai ocurrida el 16 de marzo de 1968, acción por la que fue condecorado con la Medalla del Soldado treinta años después de los hechos.

## Primeros años y alistamiento
Nacido en Coulee Dam, Washington, Colburn creció en Mount Vernon, con su padre, un contratista veterano de la Segunda Guerra Mundial, su madre y tres hermanas. Sirvió además como monaguillo durante cuatro años mientras asistía a la Escuela Católica Concepción Inmaculada. 
Después de abandonar la escuela secundaria, se unió al ejército en 1966 y fue asignado a entrenar en Fort Lewis seguido de una temporada en Fort Polk. Luego fue enviado a Fort Shafter en Hawái, donde obtuvo su GED antes de ser enviado a Vietnam en diciembre de 1967.
En Vietnam del Sur fue asignado a la 161.ª Compañía de Helicópteros de Asalto, luego reorganizada como 123.º Batallón de Aviación, con el rango de cuarto especialista. Sirvió como artillero de puerta en un helicóptero de observación OH-23 Raven. Su jefe de equipo era el cuarto especialista Glenn Andreotta y su piloto era el suboficial primero Hugh Thompson, Jr.

## La masacre
En las primeras horas de la mañana del 16 de marzo de 1968, durante el asalto de la Compañía Charlie, 1.º Batallón, 20.º Regimiento de Infantería, de la División Americal en una aldea conocida en los mapas militares del Ejército de los Estados Unidos como My Lai (4), el helicóptero OH-23 de Colburn sorprendentemente no encontró fuego enemigo mientras sobrevolaba la zona que supuestamente era un cuartel general del 48.º Batallón del Viet Cong. Al ver a dos posibles sospechosos de pertenecer al Viet Cong, Thompson obligó a los vietnamitas a rendirse y los llevó a la retaguardia para un interrogatorio táctico. También marcó la ubicación de varios vietnamitas heridos con un marcador de humo verde, una señal que significaba que necesitaban ayuda. 
Al regresar al área de My Lai, alrededor de las 09:00 después de repostar, la tripulación notó que las personas cuya posición habían marcado estaban muertas. En un campo de arroz junto a un dique doscientos metros al sur de la aldea, marcaron la ubicación de una joven vietnamita herida. Thompson y su tripulación observaron en un vuelo bajo como el capitán Ernest Medina, comandante de la Compañía Charlie, se acercaba a la mujer, la empujaba con el pie, retrocedía y luego le disparaba y la mataba. En su consejo de guerra, Medina afirmó que se había alejado de ella y luego, sorprendido por el sonido de un movimiento repentino detrás de él, se dio la vuelta y le disparó, pensando que había estado escondiendo un arma debajo de ella. 
Thompson luego sobrevoló una acequia de riego en la que observó docenas de cuerpos. Conmocionado por la visión, comunicó por radio a los helicópteros artillados que lo acompañaban, sabiendo que su transmisión sería oída por muchos otros en la red: «Me parece que hay una gran cantidad de asesinatos innecesarios allí abajo. Algo no está bien en esto. Hay cuerpos por todas partes. Hay una acequia llena de cuerpos que pudimos ver. Algo va mal aquí».
Algunos movimientos en la acequia le indicaron a Thompson que todavía había gente viva allí. Aterrizó su helicóptero y desembarcó. David Mitchell, sargento y líder de escuadrón en el 1.er Pelotón, Compañía Charlie, se acercó a él. Cuando Thompson le preguntó si podía brindar ayuda a las personas en la acequia, el sargento respondió que la única forma de ayudarles era sacarles de su miseria. Entonces apareció el segundo teniente William Calley,  líder del 1.er pelotón, Compañía Charlie, y los dos tuvieron la siguiente conversación:
Thompson: ¿Qué está pasando aquí, teniente?
Calley: Ese es mi problema.
Thompson: ¿Qué es esto? ¿Quiénes son esas personas?
Calley: Solo cumplo órdenes.
Thompson: ¿Órdenes? ¿De quién son las órdenes?
Calley: Solo cumplo...
Thompson: Pero estos son seres humanos, civiles desarmados, señor.
Calley: Mire Thompson, este es mi trabajo. Yo estoy a cargo aquí. No es asunto suyo.
Thompson: Sí, gran trabajo.
Calley: Será mejor que regrese al helicóptero y se ocupe de sus propios asuntos.
Thompson: ¡No ha oído la última palabra de esto!
Thompson despegó de nuevo y Andreotta informó que Mitchell estaba ejecutando a las personas en la acequia. Furioso, Thompson voló sobre la esquina noreste de la aldea y vio a un grupo de unos diez civiles, incluidos niños, corriendo hacia un refugio antiaéreo casero. Los perseguían soldados del 2.º Pelotón de la Compañía Charlie. Al darse cuenta de que los soldados tenían la intención de asesinar a los vietnamitas, Thompson aterrizó su aparato entre ellos y los aldeanos. Se volvió hacia Colburn y Andreotta, que se encontraban junto a él en el helicóptero, y les dijo que si los estadounidenses comenzaban a disparar contra los aldeanos o contra él, debían disparar sus ametralladoras M60 contra los estadounidenses: «¡Cubridme! Si estos bastardos abren fuego contra mí o contra esa gente, vosotros abriréis fuego contra ellos. ¡Prometedlo!». Colburn, cuya M60 apuntaba contra el segundo pelotón, respondió: «Lo tiene, jefe, considérelo hecho». Giró su arma para encarar a los soldados estadounidenses e intercambió miradas con ellos, pero en lo más íntimo no estaba seguro de si realmente podría disparar contra sus compatriotas. Thompson luego desembarcó para enfrentarse al líder del segundo pelotón, el teniente Stephen Brooks. Thompson le dijo que quería ayudar a sacar a los campesinos del búnker:
Thompson: Oiga, no dispare. Voy a intentar sacar a esta gente de este búnker. Mantenga a sus hombres aquí.
Brooks: Sí, podemos ayudarte a sacarlos de ese búnker, ¡con una granada de mano!
Thompson: Mantenga a sus hombres aquí. Creo que puedo hacerlo mejor que eso.
Brooks se negó a discutir con él, aunque, como oficial comisionado, su autoridad era superior a la de Thompson. Después de convencer a los once vietnamitas de que salieran del búnker, Thompson convenció a los pilotos de los dos UH-1 Huey artillados que volaban formando parte de su escolta, Dan Millians y Brian Livingstone, para que aterrizasen y los evacuaran (estos helicópteros normalmente nunca aterrizarían en una zona de combate). 
Mientras Thompson regresaba a la base para repostar, Andreotta vio movimiento en una acequia de riego, llena con aproximadamente 100 cuerpos. El helicóptero volvió a aterrizar y sus tripulantes desembarcaron para buscar supervivientes. Después de vadear los restos de hombres, mujeres y niños moribundos y muertos, Andreotta extrajo un niño vivo. Thompson llevó al superviviente al hospital del Ejército de la República de Vietnam en Quảng Ngãi, donde dejó al niño al cuidado de una monja. 
Al regresar finalmente a su base alrededor de las 11:00, Thompson informó acaloradamente de la masacre a su oficial superior, el coronel Oran Henderson. Las acusaciones de Thompson sobre asesinatos de civiles llegaron rápidamente al teniente coronel Frank Barker, el comandante general de la operación. Barker llamó por radio a su oficial ejecutivo para informarse a través del capitán Medina de lo que estaba sucediendo en tierra. Medina entonces dio la orden de alto el fuego a la Compañía Charlie para «acabar con la matanza». 

## Después de la masacre
Los comandantes estadounidenses tuvieron éxito inicialmente en encubrir la masacre. Todo el equipo de Thompson recibió condecoraciones por sus acciones en My Lai, y Colburn recibió la Estrella de Bronce con el dispositivo de combate «V» el 14 de mayo de 1968. Se fabricó un relato de la acción para el documento de Colburn que acompañaba a la condecoración, y la firma de Thompson se falsificó en el informe del testigo ocular.
El 20 de diciembre de 1969, Colburn testificó ante la Comisión Peers de investigación sobre lo que había visto el 16 de marzo de 1968 en My Lai (4).

## Después de la guerra
Después de la guerra, Colburn se casó y tuvo un hijo, Conner. Dirigió un negocio de reparación de esquís en Oregón y fue propietario y administrador de un negocio en Atlanta dedicado a la venta de equipamiento de rehabilitación ortopédica. 
Exactamente treinta años después de su intervención para impedir la masacre, Colburn y Thompson fueron galardonados con la Medalla del Soldado, el premio más alto del Ejército de los Estados Unidos, por su valentía que no implica contacto directo con el enemigo. También se otorgó una medalla póstuma a Andreotta. «Fue la capacidad de hacer lo correcto incluso a riesgo de su seguridad personal lo que guió a estos soldados a hacer lo que hicieron», dijo el entonces general de división Michael Ackerman en la ceremonia de entrega de medallas celebrada en 1998. Los tres «establecen el estándar a seguir por todos los soldados». Además, el 10 de marzo de 1998, el senador por Georgia Max Cleland introdujo un homenaje a Thompson, Colburn y Andreotta en el registro del Senado de los Estados Unidos. Cleland dijo que los tres hombres eran «verdaderos ejemplos del patriotismo estadounidense en su máxima expresión».
También en 1998, Thompson y Colburn regresaron al pueblo de My Lai, donde se encontraron con algunos de los aldeanos que rescataron, entre ellos Thi Nhung y Pham Thi Nhanh, dos mujeres que habían formado parte del grupo que estaba a punto de ser asesinado por Brooks, del 2.º Pelotón. También inauguraron una nueva escuela de primaria para los niños del pueblo. 
Tanto Colburn como Thompson fueron galardonados con el Premio al Coraje de la Conciencia de la Abadía de la Paz el 4 de julio de 1999.
 

En 2003, en un discurso de la Serie de Conferencias Morales a los guardiamarinas en la Academia Naval de los Estados Unidos, Colburn hizo las siguientes observaciones: 
 El combate es caótico. El combate es primordial. Y algo emerge en ti, especialmente cuando ves caer a personas cercanas a ti. Y es muy difícil de controlar. Su trabajo como oficiales jóvenes es hacer el seguimiento a esos hombres que están apretando el gatillo para asegurarse de que ese instinto primordial tienen que controlarlo de alguna manera. 
 El 4 de julio de 1999, Colburn y Hugh Thompson copresidieron el Proyecto Stonewalk, que organizó y dirigió la extracción física de la piedra conmemorativa de granito de una tonelada dedicada a los Civiles Desconocidos Muertos en la Guerra, desde Sherborn, Massachusetts, hasta el Cementerio Nacional de Arlington. En marzo de 2012, el periódico Dover-Sherborn Press de Massachusetts publicó una columna de Colburn comentando las comparaciones entre la reciente masacre de civiles en Panjwai, Afganistán y la masacre de My Lai.
Colburn murió el 13 de diciembre de 2016 de cáncer a la edad de 67 años.